# 孔慶宗
孔庆宗（1895年—1981年）字廷素，四川省长寿县人，中华民国官员，曾任国民政府蒙藏委员会驻藏办事处处长。

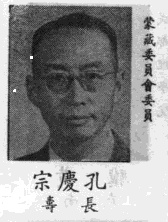

## 生平
孔庆宗早年自北京大学毕业。1926年，出任中国驻比利时副领事，并同时在布鲁塞尔大学学习，后获经济学博士学位。1931年归国，曾先后在国立中央大学、国立四川大学任教。
1930年代中期，任国民政府蒙藏委员会藏事处处长。1940年3月25日，应邀赴西藏参加十四世达赖喇嘛坐床典礼的蒙藏委员会委员长吴忠信，在拉萨任命孔庆宗为第一任驻藏办事处处长，同年4月1日驻藏办事处正式在拉萨成立。由於孔慶宗斂財又引起處內人事紛爭，1943年10月18日，蒙藏委员会批准了孔庆宗因病辞职，并且决定让沈宗濂接任驻藏办事处处长。此后，孔庆宗代行处长职务，直到1944年8月6日沈宗濂到达拉萨。
中华人民共和国成立前夕，孔庆宗在重华学院、西南学院任教。中华人民共和国成立后，曾任西南财经委员会计划研究室边疆组组长、四川省政协委员。

## 著作
- 《中国人民第一次废除中比条约斗争的胜利》[2]
- 《西藏概览》[2]